# Chlorops neosimplex
Chlorops neosimplex är en tvåvingeart som beskrevs av Curtis W. Sabrosky 1977. Chlorops neosimplex ingår i släktet Chlorops och familjen fritflugor. Inga underarter finns listade i Catalogue of Life.